# Río Nonaya
El río Nonaya es un río del norte de España, un afluente del río Narcea que discurre por el Principado de Asturias.

## Curso
Nace en Porciles en el manantial llamado "fuente de las mujeres", junto a la posada de peregrinos Fontenonaya. El manantial fue convertido en un antiguo lavadero y pertenece a la sierra de Bodenaya, en el concejo de Salas. Tras atravesar las localidades de Salas, Villazón y Espinéu, acaba desembocando en el río Narcea a la altura de la localidad de Cornellana. Sus principales afluentes son el río San Vicente, por la derecha, y el río Figares, por la izquierda. En su discurrir da forma al valle central del concejo de Salas.

## Fauna
Según muestreos de pesca eléctrica acometidos entre los años 1997 y 2019, referencias bibliográficas y comunicaciones orales fidedignas, en el río Nonaya se han detectado especímenes de  anguila.